# Jurandvor
Jurandvor – wieś w Chorwacji, w żupanii primorsko-gorskiej, w gminie Baška. W 2011 roku liczyła 299 mieszkańców. W miejscowości znajduje się tzw. płyta z Baški, która jest zapisana głagolicą.